# Almotanabi
Abu Taíbe Amade ibne Huceine Almotanabi Alquindi (em árabe: أبو الطيب أحمد بن الحسين المتنبّي الكندي; romaniz.: Abū al-Ṭayyib Aḥmad ibn Al-Ḥusayn Al-Mutanabbī Al-Kindī; Cufa, por volta de 915 d.C. - Bagdá, 23 de setembro de 965 d.C.), melhor conhecido apenas como Almotanabi, foi um famoso poeta árabe do Califado Abássida, pertencente à corrente neoclássica, e considerado o maior poeta em língua árabe de todos os tempos.
Como um dos maiores, mais proeminentes e influentes poetas da língua árabe, muito de seu trabalho foi traduzido para mais de 20 idiomas em todo o mundo. Sua poesia gira em torno de elogiar os reis que ele visitou durante sua vida.
Conhecido por sua inteligência aguçada e espirituosidade, Almotanabi tinha muito orgulho de si mesmo por meio de sua poesia. Entre os tópicos que ele discutiu estavam a coragem, a filosofia de vida e a descrição das batalhas. Muitos de seus poemas foram e ainda são amplamente divulgados no mundo árabe de hoje e são considerados proverbiais. Seu grande talento o aproximou de muitos líderes de seu tempo, como por exemplo do Ceife Adaulá, para quem compôs 300 fólios de poesia. Seu estilo poético lhe rendeu grande popularidade em sua época, que perdura até os dias atuais.
O grande poeta sírio Adonis assim o descreveu: "Almotanabi estava convencido de que a poesia é uma obra cósmica que diz a pessoa, a sociedade e o universo ao mesmo tempo, e essa é sua contribuição extraordinária."

## Morte
Orgulhoso ao ponto da arrogância e crítico de seus inimigos, ele foi assassinado no Iraque, sua terra natal, a caminho de casa na Pérsia. Seu assassinato se deu porque um de seus poemas continha um grande insulto a um homem chamado "Ḍabbah al-Asadī" (em árabe : ضبّة الأسدي ). Daba, junto com seu tio Fatique Assadi ( árabe : فاتك الأسدي ), conseguiu interceptar Almotanabi, seu filho Muaçade ( محسّد ) e seu servo perto de Bagdá. Ibne Raxique relata que quando Almotanabi teve a chance de fugir, os agressores recitaram alguns dos versos ousados que ele escreveu relativos à coragem, forçando-o, assim, a viver de acordo com eles; ele lutou e morreu junto com seus companheiros em 965.

## Homenagens
Uma das principais ruas de Bagdá, conhecida pelo grande número de pequenas lojas dedicadas à compra e venda de livros, foi batizada em sua homenagem.

## Na Cultura Popular
- Almotanabi é citado no conto "O Tapete de Nazir Eddin", presente no livro "Céu de Allah - Contos Orientais", do escritor brasileiro Malba Tahan.